# Rusová
Rusová (německy Reischdorf) je zaniklá vesnice v okrese Chomutov, část obce Kryštofovy Hamry. Nacházela se asi 4,5 kilometru jihovýchodně od Kryštofových Hamrů. Prochází tudy železniční trať Chomutov–Vejprty. Obec ztratila většinu obyvatel při vysídlení Němců z Československa, a při výstavbě vodní nádrže Přísečnice byla zcela zbořena.

## Název
Název vesnice byl odvozen z příjmení Rus a znamenal Rusova ves. V historických pramenech se jméno vyskytuje ve tvarech: Reuzendorff (1367), Rawsendorf (1449), Raisendorf (1481), w Raystorffu (1543), Reuschdorf (1555), Reuchsdorff (1608), Reischdorf nebo Reichsdorf (1787) a Reischdorf (1846). Český název, vycházející z první části německého názvu (Reusze, Russe-), se začal užívat až od roku 1948.

## Historie
První písemná zmínka o Rusové pochází z roku 1367. Vesnice pravděpodobně vznikla v souvislosti s těžbou železné rudy, protože její obyvatelé se věnovali povoznictví: dopravovali suroviny a potřebný materiál do dolů a hutí. Ve svých počátcích patřila k hasištejnskému panství, ale roku 1533 byla připojena k Přísečnici, u které zůstala až do zrušení poddanství. Podle urbáře z téhož roku ve vsi žilo 72 poddaných, čili celkem asi 400 lidí. V průběhu šestnáctého století se obyvatelé začali hlásit k protestantství, a po roce 1620 je proto zasáhl proces rekatolizace.

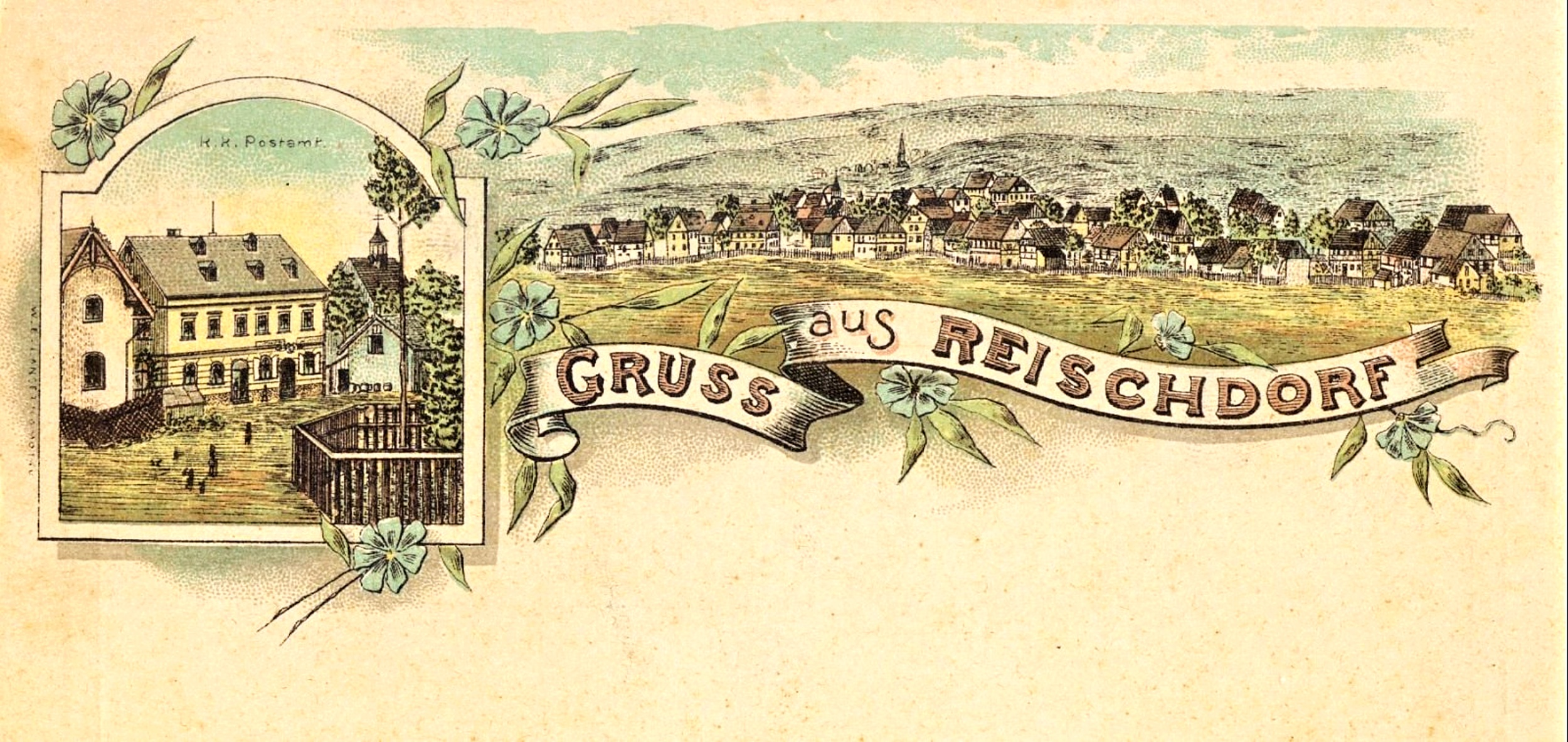
Pohlednice Rusové z roku 1900

Události třicetileté války Rusovou ovlivnily především po roce 1631, kdy krajinou procházely armády bojujících stran a vojáci drancovali v širokém okolí. Podle berní ruly z roku 1654 ve vsi žilo třicet sedláků a 42 chalupníků. Sedláci měli 52 potahů a chovali 110 krav, 124 jalovic, pět prasat a 46 koz. Chalupníkům patřilo 21 potahů, 45 krav, padesát jalovic, tři prasata a sedmnáct koz. Na polích se pěstoval oves, ale podstatnou část obživy zajišťoval chov dobytka a povoznictví. Velkou zátěží byly robotní povinnosti a vysoké vrchnostenské poplatky, které vedly obyvatele vsi k účasti na selském povstání roku 1680. Přestože bylo potlačeno, byl jeho výsledkem robotní patent, který robotu omezil a tři dny v týdnu.
V sedmnáctém století hornictví v širším okolí téměř ustalo. K oživení došlo až na počátku osmnáctého století, kdy byl u Rusové okolo roku 1712 znovuotevřen starší důl Martin, který dobýval žilné ložisko krevele. Úpadek dolů si vynutil změnu způsobů obživy. Už od třicetileté války se objevovala domácí výroba krajek. Formani se nově zaměřili na dopravu zboží, zejména obilí, a mnoho mužů pracovalo jako podomní obchodníci. Podle tereziánského katastru v Rusové působili dva tkalci, 27 formanů a šedesát lidí vozilo obilí. Formani jezdili i do vzdálených měst jako je Hamburk, Vídeň nebo Terst. Část lidí pracovala v nádenických povoláních, někteří prodávali oves, ale mnoha z nich nezbývalo než o živobytí žebrat. V letech 1726 a 1771 propukl v důsledku neúrody hladomor. Aby se mu napříště zabránilo, začaly se zde koncem osmnáctého století pěstovat brambory.

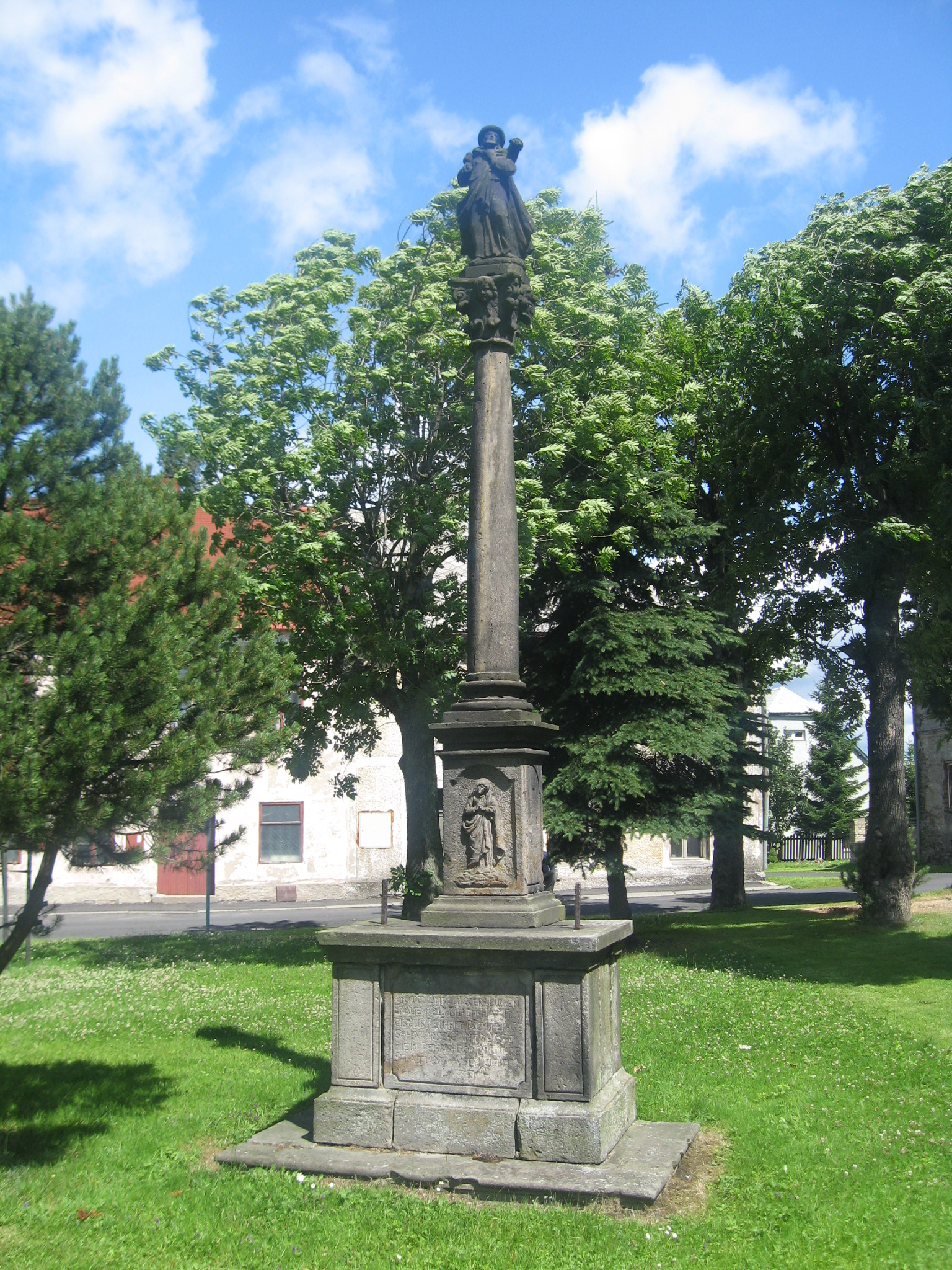
Z Rusové pocházející sloup se sochou Dobrého pastýře stojí v Hoře Svatého Šebestiána.

Napoleonské války na počátku devatenáctého století omezily přeshraniční obchod, průchody vojsk způsobovaly velké škody, protože vesničané museli vojáky zásobovat potravinami, a dokonce dodat vojsku osmnáct mužů. V roce 1840 Rusovou postihla epidemie, při které během čtyř měsíců zemřelo 33 obyvatel. Po polovině devatenáctého století se ale situace obce začala lepšit. Severně od vsi se začala těžit rašelina a příjmy plynuly také z těžby dřeva v obecním lese. U vsi krátce fungovala cihelna, ale brzy zanikla kvůli nedostatku cihlářské hlíny.
Útlum povoznictví je spojen se zahájením provozu na železniční trati Chomutov–Vejprty v roce 1872. Formani od té doby převáželi jen ovoce ze Žatecka do Saska a definitivní zánik jejich živnosti způsobila první světová válka.
V roce 1901 vesnice získala statut městyse, a o pět let později proto v dolní Rusové postavili novou radniční budovu. Roku 1910 ji nahradila větší radnice v horní Rusové a starší poté sloužila jako chudobinec. Zásobování pitnou vodou zlepšil v roce 1911 vodovod, který však nebyl zaveden do horní části městečka. Elektrické osvětlení bylo dokončeno roku 1921 napojením na saskou rozvodnou síť.

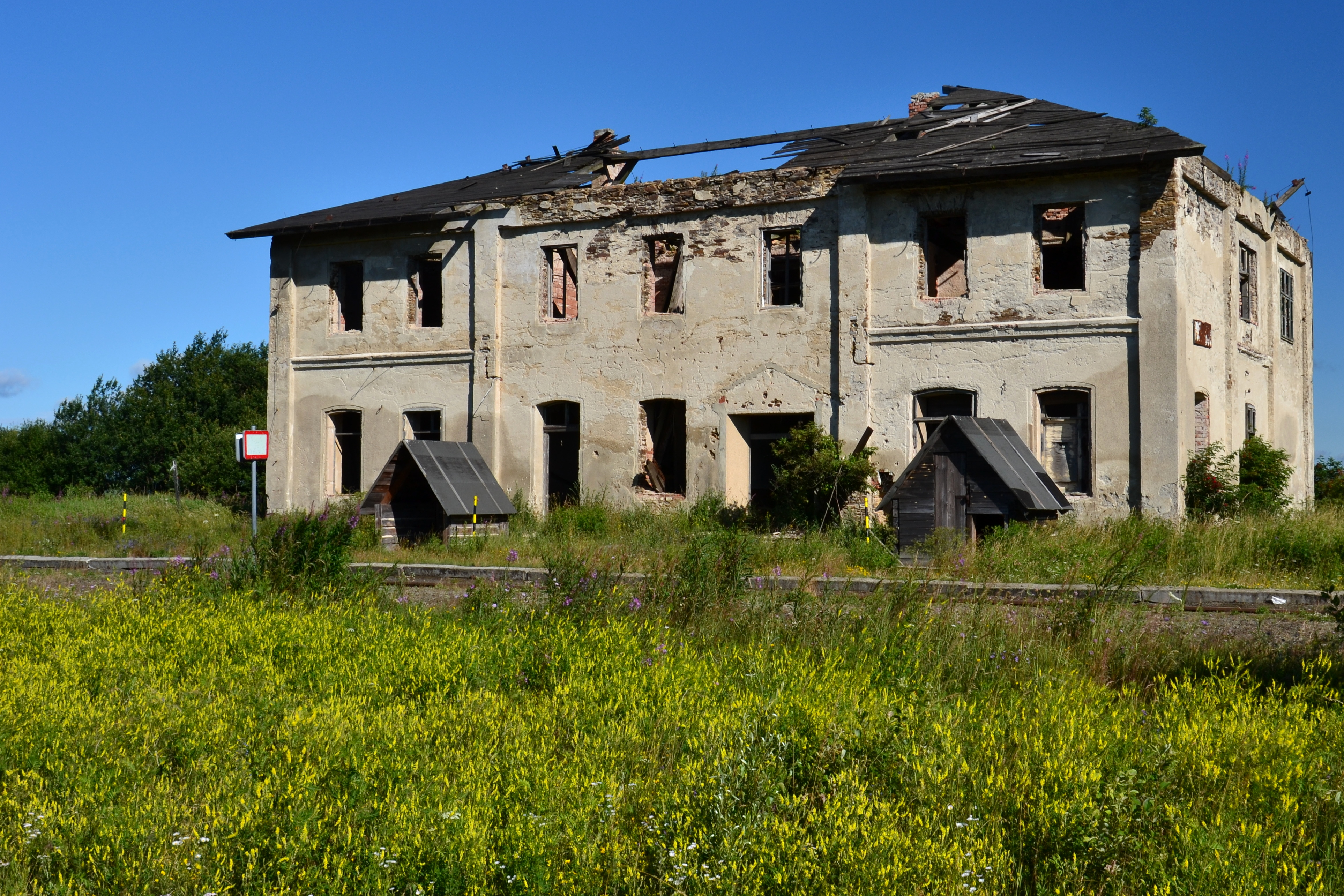
Nádraží v roce 2012 před zbouráním

Během první republiky se Rusová stala vyhledávaným výletním místem. Ubytovací služby zde poskytovalo dvacet hostinců a množství soukromých domů. Úspěšné bylo také pěstování lnu a v drobných podnicích se vyráběly krajky a jiné textilní zboží.
Po druhé světové válce městečko v důsledku vysídlení Němců ztratilo většinu svých obyvatel a jejich počet dále klesal. Definitivní konec Rusové přinesla výstavba vodní nádrže Přísečnice. Při plánování stavby přehrady se v Rusové počítalo pouze s demolicí několika budov. Vzhledem k obavám o znečišťování vody přetékajícími vesnickými odpadními jímkami, špatnému stavu bytového fondu a osídlení tzv. nekvalitním obyvatelstvem bylo nakonec rozhodnuto o zbourání celé vesnice (včetně nedaleké Doliny a Kotliny). Kostel byl zbořen už v roce 1971, ale demolice ostatních domů proběhla až o dva roky později. Jedinou budovou, která zůstala stát, bylo nádraží, které mělo být později zbouráno v roce 1996. Nakonec zůstalo stát až do roku 2012.

## Přírodní poměry

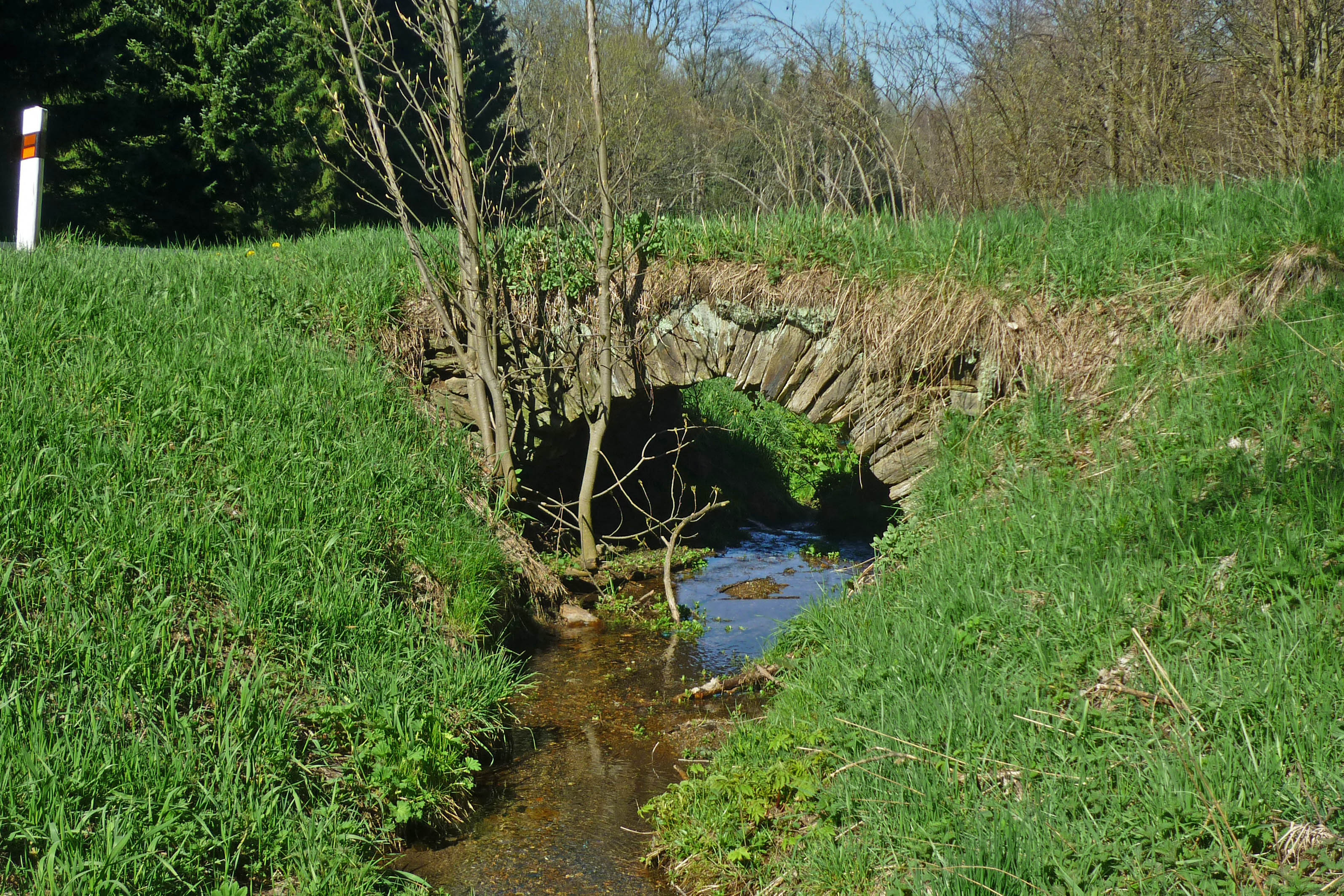
Most přes Požární potok

Rusová stávala ve stejnojmenném katastrálním území s rozlohou 9,52 km². Nachází se v Krušných horách, konkrétně v jejich okrsku Přísečnická hornatina tvořeném starohorními a prvohorními svory, pararulami a ortorulami krušnohorského krystalinika. V zářezu železniční trati západně od nepoužívaného mostu západně od železniční zastávky vystupuje na povrch žíla gabrového porfyru o délce asi 400 metrů. Vyskytují se v ní až centimetrové vyrostlice živců a řada sekundárních minerálů.
Nadmořská výška území se pohybuje přibližně v rozmezí 730–844 metrů. Nejnižší bod se nachází u hladiny jižního výběžku vodní nádrže Přísečnice, zatímco nejvyšším bodem je vrchol návrší Výšina. Z půdních typů převažuje podzol kambický, který se vyvinul na svahovinách rul, ale v severní části území se vyskytuje glej histický a východně od vrcholu Výšiny vzniklo ložisko rašeliny.
V rámci Quittovy klasifikace podnebí leží katastrální území na rozhraní v chladné oblasti CH6 a CH7, přičemž hranice mezi nimi vede přibližně podél silnice II/223. Pro oblast CH6 jsou typické průměrné teploty −4 až −5 °C v lednu a 14–15 °C v červenci. Roční úhrn srážek dosahuje 1000–1200 milimetrů, sníh zde leží 120–140 dní v roce. Mrazových dnů bývá 140–160, zatímco letních dnů jen 10–30. Oblast CH7 je mírně teplejší a sušší.

## Obyvatelstvo
Při sčítání lidu v roce 1921 zde žilo 2248 obyvatel (z toho 1041 mužů), z nichž bylo devět Čechoslováků, 2225 Němců a čtrnáct cizinců. Kromě devíti evangelíků, jednoho člena československé církve a tří lidí bez vyznání patřili k římskokatolické církvi. Podle sčítání lidu z roku 1930 měla vesnice 2045 obyvatel: 24 Čechoslováků, 1997 Němců a 24 cizinců. S výjimkou sedmnácti evangelíků, jednoho člena nezjišťovaných církví a deseti lidí bez vyznání se všichni ostatní hlásili k římskokatolické církvi.
Ve vsi bývala kaple svatého Martina, povýšená roku 1689 na filiální kostel. V roce 1892 byla zřízena samostatná farnost Rusová, která zanikla roku 2003.
|           | 1869  | 1880  | 1890  | 1900  | 1910  | 1921  | 1930  | 1950 | 1961 | 1970 |
| --------- | ----- | ----- | ----- | ----- | ----- | ----- | ----- | ---- | ---- | ---- |
| Obyvatelé | 2 122 | 2 919 | 3 213 | 3 571 | 2 927 | 2 248 | 2 045 | 328  | 304  | 207  |
| Domy      | 263   | 326   | 320   | 342   | 322   | 312   | 333   | 378  | 79   | 52   |

## Obecní správa
Po zrušení patriomoniální správy se Rusová stala obcí v okrese Kadaň. Při sčítání lidu v letech 1900–1930 obec patřila do okresu Přísečnice a po jeho zrušení se vrátila zpět do okresu Kadaň. Od roku 1961 byla Rusová částí obce Přísečnice a po jejím zániku se od 30. června 1974 stala částí obce Kryštofovy Hamry.

## Hospodářství

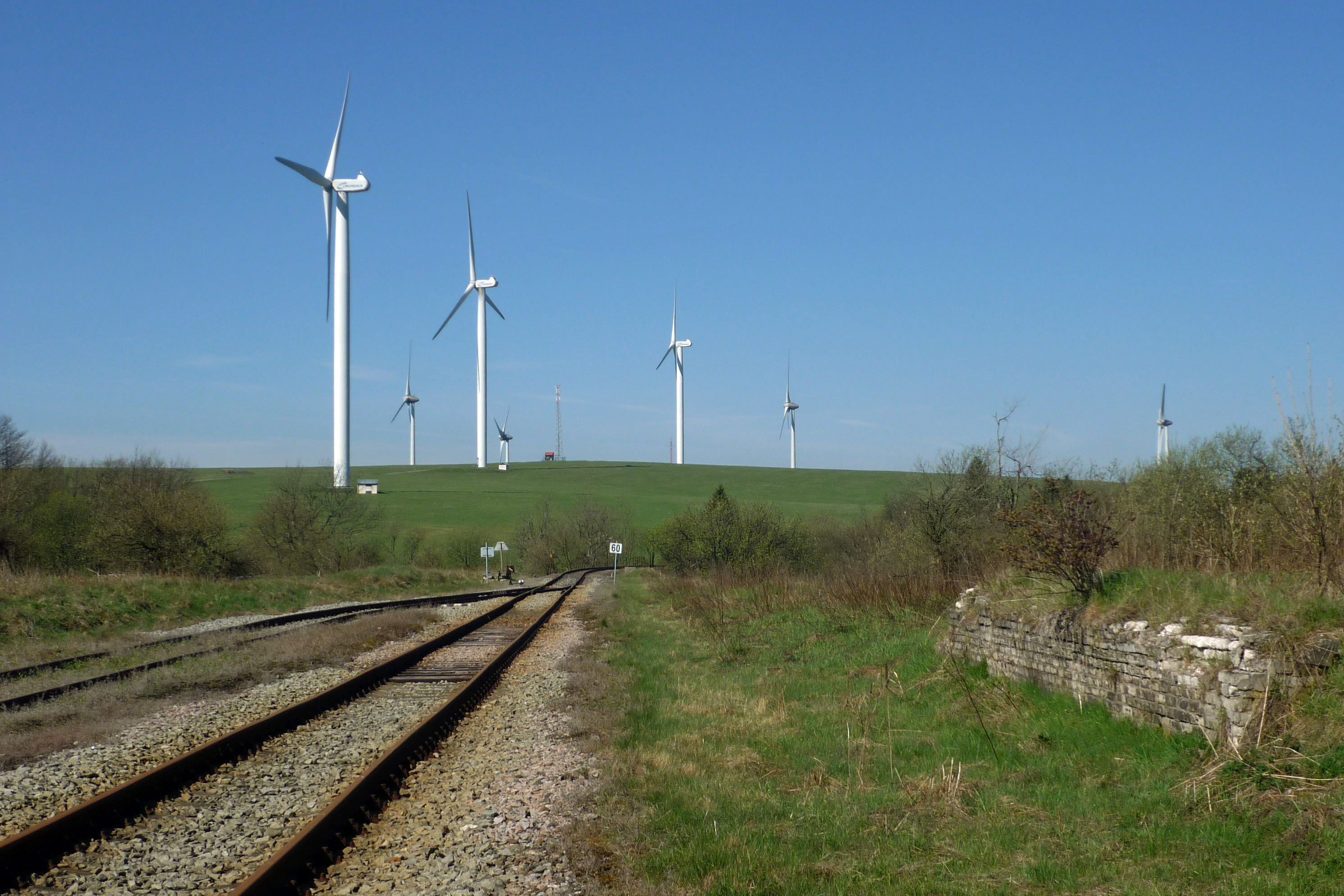
Farma větrných elektráren Kryštofovy Hamry

V letech 2006 a 2007 byly v Rusové zprovozněny dvě skupiny větrných elektráren. Větrné elektrárny Rusová (také Rusová-Podmileská výšina) zahrnují tři turbíny Nordex o výkonu 2,5 MW, mají tedy celkový výkon 7,5 MW. Tuto skupinu provozuje společnost Green Lines Rusová, jejímiž společníky je šest fyzických osob z Německa a České republiky. Farma větrných elektráren Kryštofovy Hamry zahrnuje 21 turbín Enercon o výkonu 2 MW, která je s celkovým výkonem 41 MW největší farmou větrných elektráren v České republice. V katastrálním území Rusová stojí pět turbín. V roce 2011 se připravovalo rozšíření farmy Kryštofovy Hamry o další čtyři stroje.

## Školství
První zmínka o učiteli v Rusové je z roku 1659, ale jednotřídní školní budovu s učitelským bytem ve vsi postavili až v roce 1761. V devatenáctém století vznikly dvě nové budovy. Starší stála v horní Rusové od roku 1844 a nová škola pro čtyři třídy v dolní Rusové fungovala od roku 1875.

## Pamětihodnosti
- Dominantou vesnice býval kostel svatého Martina zbořený roku 1971.[13]
- Barokní sloup se sochou Dobrého pastýře z roku 1715 byl přemístěn na náměstí v Hoře Svatého Šebestiána a dvoustranné sousoší svaté Rodiny, které stávalo u cesty do Přísečnice, na lesní hřbitov ve Vejprtech.[13]
- U silnice II/224 stojí pomník padlým v letech 1848–1878.
- Do severní části katastrálního území zasahuje část rozsáhlé přírodní památky Na loučkách II.